# Carina Barcos
Carina Barcos (* 8. März 1977 in Bariloche) ist eine ehemalige argentinische Biathletin.

## Karriere
Carina Barcos stammt aus der argentinischen Wintersporthochburg Bariloche. 2002 bestritt sie in Oberhof bei einem Sprint ihr erstes Rennen im Biathlon-Weltcup und wurde 91. des Sprints. Bei der Militär-Skiweltmeisterschaft 2002 in Kranjska Gora wurde Barcos 33. über 10 Kilometer Freistil. In Windischgarsten gewann sie zu Beginn der Saison 2002/03 als 24. eines Sprints erste Punkte im Europacup. Gegen Ende der Saison erreichte sie in Gurnigel als Sprint-Zehnte eine erste Top-Ten-Platzierung, im darauf basierenden Verfolgungsrennen kam sie als Achte zu ihrem einzigen einstelligen Resultat. Ihre beste Platzierung im Weltcup erreichte Barcos 2004 als 78. eines Sprints in Pokljuka. Höhepunkt ihrer Karriere wurden die Biathlon-Weltmeisterschaften 2004 in Oberhof, bei denen die Argentinierin 85. des Sprintrennens wurde. Barcos gewann zudem auch einen Titel bei Südamerikameisterschaften. Ihre letzten Rennen bestritt sie im Welt- und Europacup im Dezember 2006, bevor sie ihre Karriere beendete.

## Statistiken

### Biathlon-Weltcup-Platzierungen
Die Tabelle zeigt alle Platzierungen (je nach Austragungsjahr einschließlich Olympische Spiele und Weltmeisterschaften).
- 1.–3. Platz: Anzahl der Podiumsplatzierungen
- Top 10: Anzahl der Platzierungen unter den ersten zehn (einschließlich Podium)
- Punkteränge: Anzahl der Platzierungen innerhalb der Punkteränge (einschließlich Podium und Top 10)
- Starts: Anzahl gelaufener Rennen in der jeweiligen Disziplin

| Platzierung         | Einzel | Sprint | Verfolgung | Massenstart | Staffel | Gesamt |
| ------------------- | ------ | ------ | ---------- | ----------- | ------- | ------ |
| 1. Platz            |        |        |            |             |         |        |
| 2. Platz            |        |        |            |             |         |        |
| 3. Platz            |        |        |            |             |         |        |
| Top 10              |        |        |            |             |         |        |
| Punkteränge         |        |        |            |             |         |        |
| Starts              | 2      | 10     |            |             |         | 12     |
| Stand: Karriereende |        |        |            |             |         |        |

### Biathlon-Weltmeisterschaften
Ergebnisse bei den Weltmeisterschaften:
| Weltmeisterschaften | Weltmeisterschaften | Einzelwettbewerbe | Einzelwettbewerbe | Einzelwettbewerbe | Einzelwettbewerbe | Staffelwettbewerbe | Staffelwettbewerbe |
| Jahr                | Ort                 | Einzel            | Sprint            | Verfolgung        | Massenstart       | Damenstaffel       | Mixedstaffel       |
| ------------------- | ------------------- | ----------------- | ----------------- | ----------------- | ----------------- | ------------------ | ------------------ |
| 2004                | Oberhof             | –                 | 85.               | –                 | –                 | –                  | –                  |